# 6 bere!

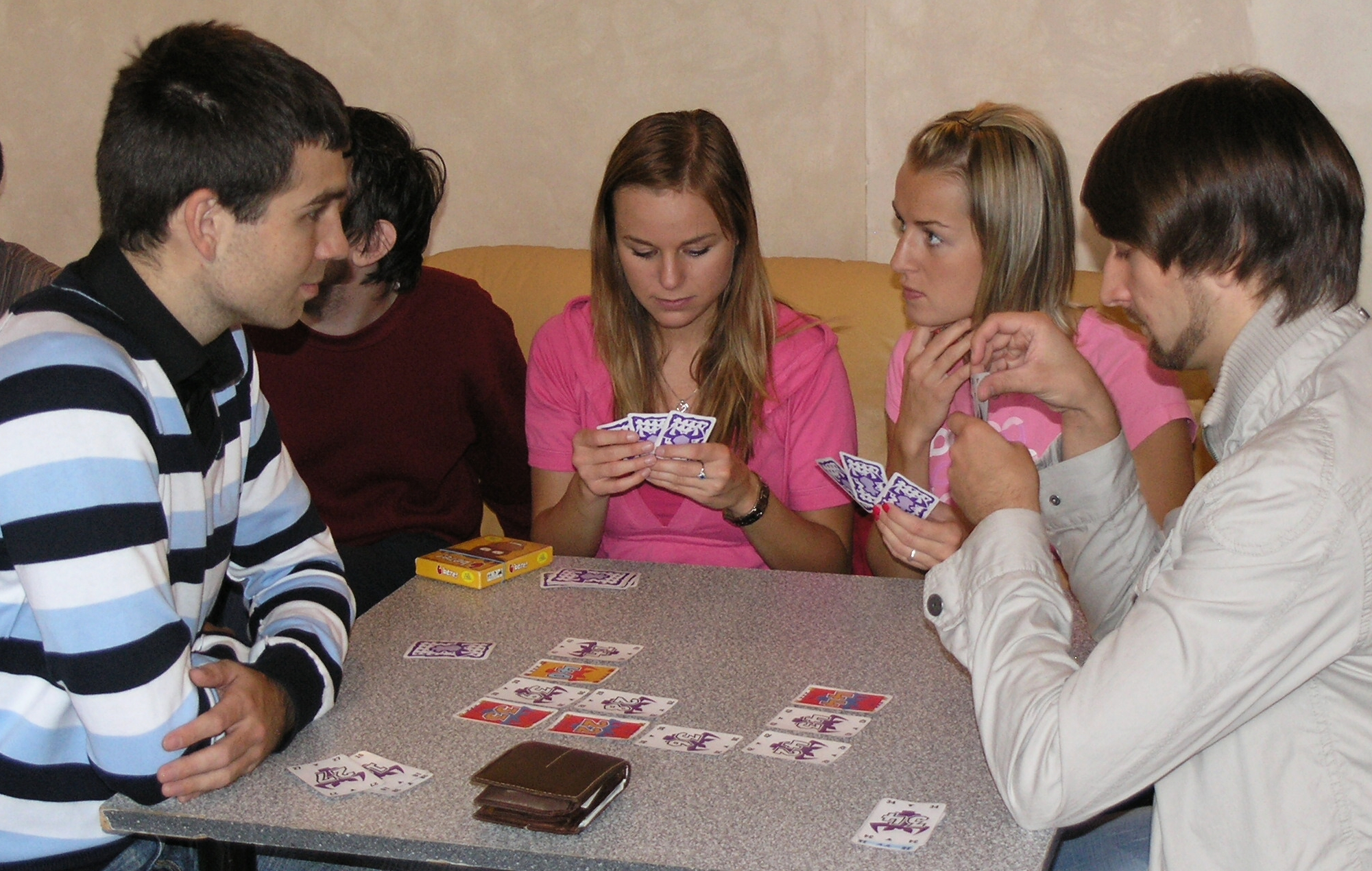
6 bere!

6 bere! (německy 6 nimmt!) je karetní hra pro dva až deset hráčů z roku 2004, vyvinutá Wolfgangem Kramerem. Cílem hry je posbírat co nejméně krav – karet s počtem kravích hlav. Hráči přikládají karty dle svého výběru do čtyř řad – hráč, který přiloží šestou kartu do řady, bere z ní všechny karty a tuto kartu použije jako základ další řady.

## Pravidla
Cílem hry je získat co nejméně bodů. Hráč se snaží sebrat co nejméně karet. Balíček karet obsahuje 104 karet, každá karta má své číslo, několik (1, 2, 3, 5 nebo 7) kravských hlav. Každá hlava se počítá za jeden bod.
Karta s číslem 55 má sedm hlav, ostatní karty dělitelné 11 mají 5 krav. Karty dělitelné 10 obsahují 3 krávy, ostatní karty dělitelné 5 mají 2 krávy. Zbytek karet je hodnocen jednou krávou.

### Příprava
Na počátku dostane každý hráč deset karet a čtyři karty jsou položeny jako základ řad.

### Hra
Poté každý hráč skrytě vyloží kartu dle své volby. Poté, co všichni vyloží, jsou karty odkryty. Hráči hrají v pořadí podle hodnot vyložených karet od nejnižší hodnoty k nejvyšší. Hráč přiloží kartu do řady, jejíž poslední karta má nižší hodnotu než hodnota hrané karty. Existuje-li více takových řad, vybere se řada s nejvyšší hodnotou poslední karty. Neexistuje-li taková řada, hráč si vybere libovolnou řadu, vezme všechny karty a svou kartu položí jako základ nové řady. Pokud hráč přikládá šestou kartu do řady, vezme všechny dosud položené karty z této řady a jeho karta poslouží jako základ nové řady.

### Konec hry
Po odehrání všech deseti karet dojde k vyhodnocení a spočítání bodů a jejich zapsání. Poté se hra opakuje, dokud některý z hráčů nepřekročí limit 66 krav. Vítězí hráč s minimem krav.

## Varianty
Hru lze modifikovat přijetím jiného pravidla pro ukončení hry (jiný počet bodů, konec po určitém počtu odehraných kol).
Další modifikace zahrnují hraní s otevřenými kartami či s omezeným balíčkem karet. Tyto varianty omezují vliv náhody na hru.